# La Antigua (kommun)
La Antigua är en kommun i Mexiko.   Den ligger i delstaten Veracruz, i den sydöstra delen av landet, 290 km öster om huvudstaden Mexico City.
Följande samhällen finns i La Antigua:
- Nicolás Blanco
- Playa Oriente
- Colonia Nueva Generación